# NGC 3724
NGC 3724 est une vaste galaxie lenticulaire vue par la tranche et située dans la constellation de la Coupe. NGC 3724 a été découverte par l'astronome britannique Andrew Ainslie Common en 1880.

## Caractéristiques
Sa vitesse par rapport au fond diffus cosmologique est de 6 545 ± 44 km/s, ce qui correspond à une distance de Hubble de 96,5 ± 6,8 Mpc (∼315 millions d'al).

## Identification des galaxies NGC 3722, NGC 3724, NGC 3730 et NGC 3722
Il existe une certaine confusion en ce qui concerne l’identification de ces quatre galaxies. La base de données NASA/IPAC mentionne d'ailleurs que l'identification des trois premières galaxies est incertaine. Cependant, toutes les sources consultées, sauf la base de données Simbad, s'entendent pour assigner respectivement les galaxies NGC 3722 et NGC 3724 à PGC 35746 et PGC 35757. Simbad soutient que c'est l'inverse.

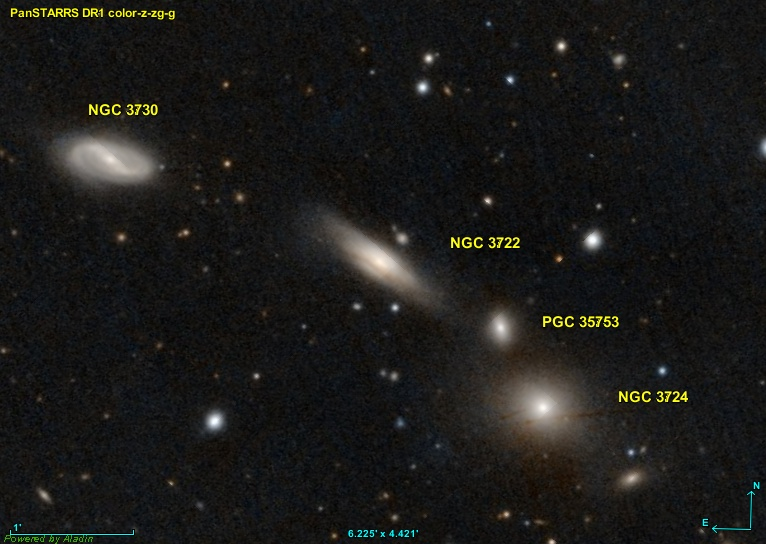
Simbad inverse les galaxies NGC 3722 et NGC 3724.

Quant aux galaxies NGC 3730 et NGC 3732, elles sont assignées à PGC 35743 et PGC 35734 sauf par la base de données HyperLeda et Simbad. HyperLeda assigne NGC 3730 à PGC 35734 et soutient que NGC 3732 est la même galaxie que NGC 3730, hypothèse qui est par ailleurs mentionnée par le professeur Seligman. Simbad identifie aussi NGC 3732 à PGC 35734, mais soutient que NGC 3730 est PGC 35771.
Le tableau suivant montre les choix des cinq sources consultées.

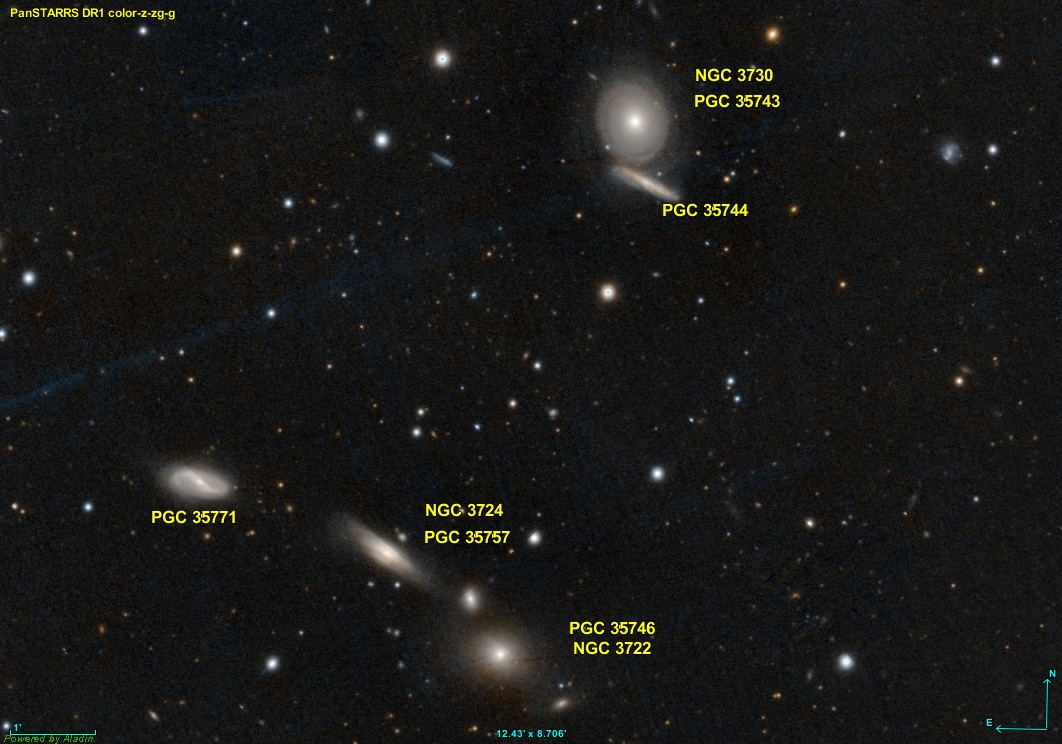
L'hypothèse retenue par la majorité des sources consultées. NGC 3732 est hors du champ de cette image.

| NGC      | Seligman      | Steinicke | NASA/IPAC     | HyperLeda | Simbad    |
| -------- | ------------- | --------- | ------------- | --------- | --------- |
| NGC 3722 | PGC 35476     | PGC 35476 | PGC 35476 (?) | PGC 35476 | PGC 35757 |
| NGC 3724 | PGC 35757     | PGC 35757 | PGC 35757 (?) | PGC 35757 | PGC 35746 |
| NGC 3730 | PGC 35743 (?) | PGC 35743 | PGC 35743 (?) | PGC 35734 | PGC 35771 |
| NGC 3732 | PGC 35734 (?) | PGC 35734 | PGC 35734     | NGC 3570  | PGC 35734 |